# Taku Takeuchi
Taku Takeuchi (竹内 択?, Takeuchi Taku; Iiyama, 20 maggio 1987) è un saltatore con gli sci giapponese.

## Biografia
In Coppa del Mondo ha esordito il 24 novembre 2006 a Kuusamo (23°), ha ottenuto il primo podio il 27 novembre 2010 nella medesima località (3°) e la prima vittoria il 6 dicembre 2013 a Lillehammer.
In carriera ha preso parte a tre edizioni dei Giochi olimpici invernali, Vancouver 2010 (34° nel trampolino normale, 37° nel trampolino lungo, 5° nella gara a squadre), Soči 2014 (24º nel trampolino normale, 13º nel trampolino lungo, eº nella gara a squadre) e Pyeongchang 2018 (22º nel trampolino lungo, 6º nella gara a squadre), a quattro dei Campionati mondiali, vincendo tre medaglie, e a tre dei Mondiali di volo (5° nella gara a squadre a Vikersund 2012 il miglior risultato).

## Palmarès

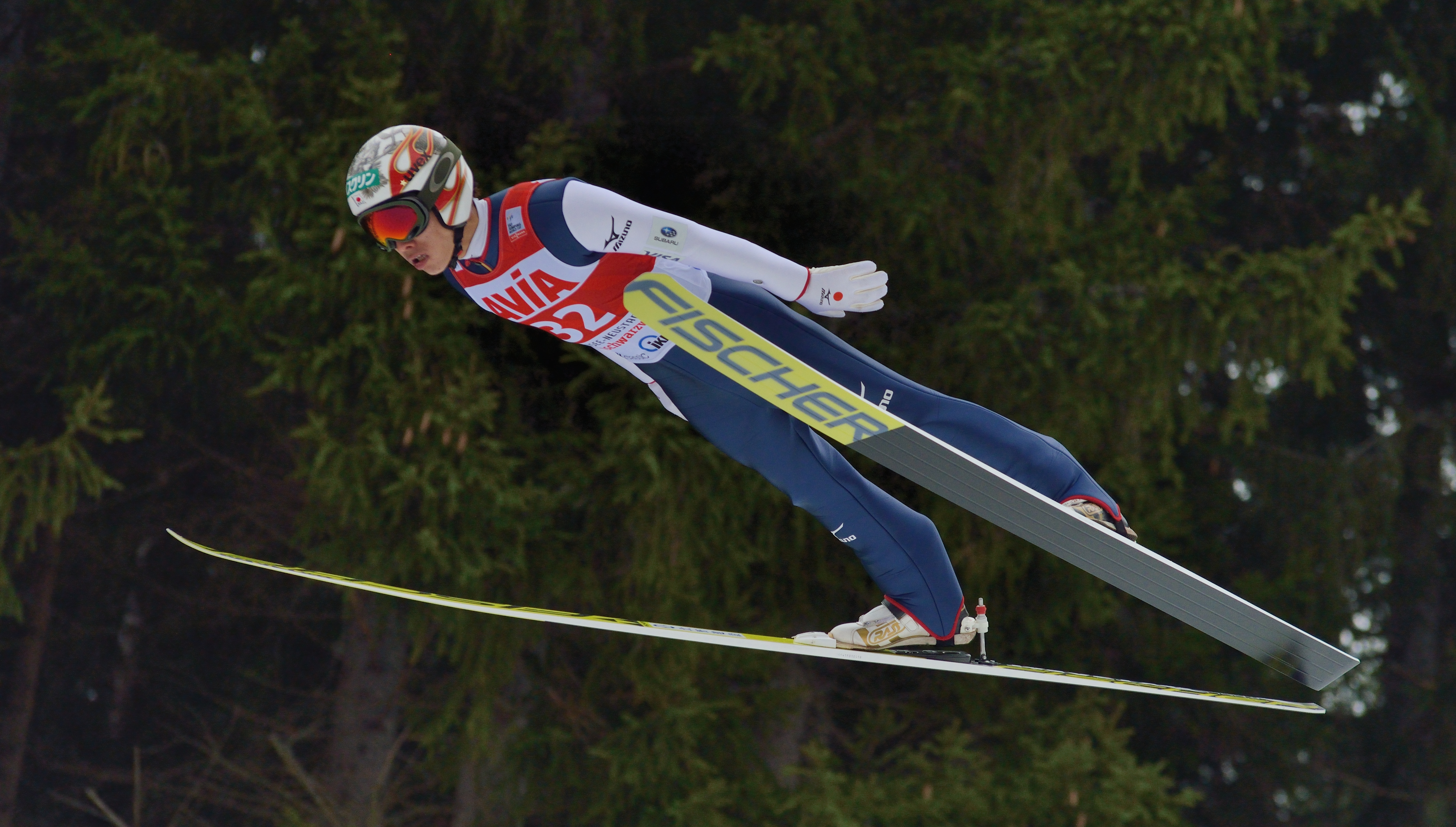
Taku Takeuchi nel 2016

### Olimpiadi
- 1 medaglia:
  - 1 bronzo (gara a squadre a Soči 2014)

### Mondiali
- 3 medaglie:
  - 1 oro (gara a squadre mista dal trampolino normale a Val di Fiemme 2013)
  - 2 bronzi (gara a squadre mista dal trampolino normale a Falun 2015; gara a squadre mista dal trampolino normale a Lahti 2017)

### Coppa del Mondo
- Miglior piazzamento in classifica generale: 13º nel 2012
- 14 podi (4 individuali, 10 a squadre):
  - 1 vittoria (a squadre)
  - 5 secondi posti (2 individuali, 3 a squadre)
  - 8 terzi posti (2 individuali, 6 a squadre)

### Coppa del Mondo - vittorie
| Data            | Località    | Nazione  | Trampolino                                                      |
| --------------- | ----------- | -------- | --------------------------------------------------------------- |
| 6 dicembre 2013 | Lillehammer | Norvegia | Lysgårdsbakken HS100 (con Yūki Itō, Daiki Itō e Sara Takanashi) |

#### Torneo dei quattro trampolini
- 1 podio di tappa[1]:
  - 1 terzo posto